# Amatepec
Amatepec é uma cidade do estado do México, no México.